# Gammastraling

Alfastraling (bovenste figuur) wordt al tegengehouden door een stukje papier. Voor bètastraling is al iets dikkers nodig (bijvoorbeeld plexiglas) en gammastraling gaat zelfs door heel dikke materialen.

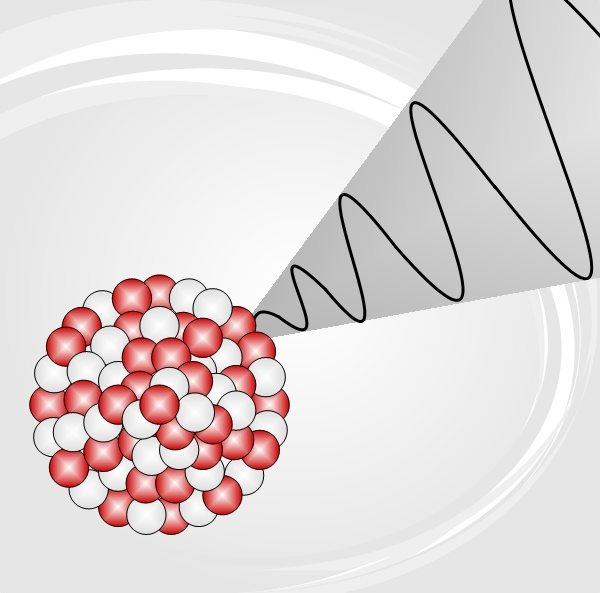
Gammastraling ontsnapt uit een atoomkern

Gammastraling (γ-straling) is onzichtbare elektromagnetische straling met een hogere energie dan ultraviolet licht en röntgenstraling. Het ioniserende vermogen daarentegen is lager dan dat van alfastraling. Alfastraling heeft een hogere ioniserende energie, maar dat zorgt er weer voor dat de straling minder doordringend is doordat onderweg alle moleculen geïoniseerd worden.
De atmosfeer absorbeert gammastraling uit de ruimte. Waarnemingen hiervan vinden daarom plaats vanuit satellieten (gamma-astronomie).

## Frequentie en energie
De energie per foton wordt vaak uitgedrukt in elektronvolt. Deze is evenredig met de frequentie. Bij een frequentie van 2,4 × 1020 Hz (240 EHz) is die 1 MeV. Gammastraling is alle elektromagnetische straling vanaf ongeveer 0,2 MeV (daaronder ligt de categorie van röntgenstraling). Gammastraling door radioactief verval blijft onder de 10 MeV, maar in de astronomie wordt ook gammastraling met een hogere energie waargenomen.

## Productie

### Overgangen tussenenergieniveausinatoomkernen
Een atoomkern in een hoge aangeslagen toestand kan op vele verschillende manieren vervallen naar zijn grondniveau langs tussengelegen niveaus. Elke stap kan gammastraling opleveren.

#### Excitatie door snelle nucleonen
Nucleonen met een energie van omstreeks 10 MeV kunnen atoomkernen aanslaan (exciteren) naar hogere energieniveaus. Deze vervallen onder uitzending van een lijnspectrum van gammastraling. De tabel is ontleend aan Hillier (1986) naar gegevens van Ramaty, Kozbovsky en Lingenfelter (Astrophysical Journal, Supplement Series 40, 487, 1979)
| Isotoop      | Energie (MeV) van het foton   |
| ------------ | ----------------------------- |
| koolstof-12  | 4,438                         |
| stikstof-14  | 2,313 & 5,105                 |
| zuurstof-16  | 2,741 & 6,129 & 6,917 & 7,117 |
| neon-20      | 1,634 & 2,613 & 3,34          |
| magnesium-24 | 1,369 & 2,754                 |
| silicium-28  | 1,779 & 6,678                 |
| ijzer-56     | 0,847 & 1,238 & 1,811         |

#### Vangst van een neutron
Eerst wordt een vrij neutron gevormd, bijvoorbeeld door de reactie
p (> 26 MeV) + 4He → 3He + n + p
Ontmoet dit vrije neutron een waterstofkern, dan volgt
n + 1H → 2H + γ (2,23 MeV)

#### Radioactief verval
Gammastraling ontstaat vaak door radioactief verval van atoomkernen.
In zuiver gammaverval verliest de atoomkern alleen energie in de vorm van een foton. Atoomnummer en massagetal blijven gelijk.
Voorbeeld:
99mTc → 99Tc + γ (halveringstijd T½ = 6 uur)
Vaak blijft een isotoop, ontstaan door een andere kernreactie, achter in een aangeslagen toestand. Deze isotopen worden meestal weergegeven met een symbool 'm' (van metastabiel) achter het massagetal. Bij veel andere soorten van radioactief verval wordt naast andere straling ook een gammafoton uitgezonden.
Voorbeeld:
99Mo → 99mTc + γ + β (T½ = 66 uur)

### Vernietiging van deeltjes door hunantideeltjes
Een voorbeeld is de annihilatie van een positron en een elektron volgens de vergelijking
e+ + e− → γ + γ

### Verval van elementaire deeltjes
Een neutraal pion is instabiel en vervalt met een levensduur van 10−16 seconde tot twee gamma-kwanta:
π0 → γ + γ
Er zijn ook andere reacties van pionen die gammastraling opleveren.

### Versnelling van elektrisch geladen deeltjes
Gammastraling kan vrijkomen als synchrotronstraling.

## Toepassing
Gammastraling wordt onder meer toegepast in de medische fysica.